# 기미타촌
기미타촌(일본어: 君田村)은 일본 히로시마현 북동부에 있던 촌으로, 후타미군에 속했다.
2004년 4월 1일에 미요시시와 고누군 구누정, 후타미군의 전 6정촌이 합병(신설합병)해 새로운 미요시시가 설치되었기 때문에 폐지되었다. 

## 연혁
- 1889년 4월 1일 - 정촌제 시행으로 미요시군 기미타촌이 성립하였다. 이후 115년 동안 단독 마을정치가 이어진다.
- 1898년 10월 1일 - 군 통합으로  후타미군 기미타촌이 되었다.
- 2004년 4월 1일 - 미요시시와 고누군 고누정, 후타미군의 전정촌의 합병(신설합병)에 의해 신・미요시시가 되어 폐지되었다.

## 교통

### 도로
- 히로시마현도 제39호선
- 히로시마현도 제62호선
- 히로시마현도 제186호선
- 히로시마현도 제435호선
- 히로시마현도 제456호선